# Нора Істрефі
Нора Істрефі (алб. Nora Istrefi; нар. 25 березня 1986) — косоварська поп-співачка.

## Біографія
Музична кар'єра Нори Істрефі почалася в 2003 році, коли вона з'явилася на Радіо і телебаченні Косова. Два роки потому, в 2005 році, вона випустила свій дебютний альбом, Ëngjëll. У 2006 році вона посіла третє місце в албанській музичному конкурсі «Top Fest» з піснею «Nuk mundem». Потім у Істрефи було кілька хітів, таких як «Dy shokë» (2010), «Une e di» (feat. Ермал Фейзулаху, 2011) і «As ni zo» (feat. Mc Kresha 2011). У 2010 році вона брала участь в албанському музичному конкурсі Kënga Magjike з композицією «All Mine» разом з Линдитой Халімі й Big D., але вони були дискваліфіковані. У лютому 2012 року вона випустила музичне відео на сингл «S ki me ik». У липні того ж року вийшов її трек «Gangsta».
Влітку 2013 року Істрефі випустила пісню «Le Mama» разом зі співачкою Гена. Композиція була частковим плагіатом пісні «Assou Mama». В листопаді 2013 року вона знову взяла участь у Kënga Magjike, представивши пісню «I jemi je» . Тим не менш перед конкурсом вона змогла примиритися з організаторами, отменившими накладену в 2010 році дискваліфікацію.

## Особисте життя
Нора Істрефі — дочка косоварської співачки Сюзани Тахірсюляй, популярної в 1980-х і 1990-х роках. Її батько — Незір Істрефі, кінооператор, який помер у 2004 році. У Нори є дві сестри: Ніта, що працює стилістом, та Ера — одна з найуспішніших співачок Албанії та Косово.
Нора Істрефи з вересня 2014 року одружена з Робертом Берішей. Навесні 2015 року в подружжя народилася дочка Рене.

## Дискографія

### Альбоми
- 2005 — Engjëll
- 2006 — Opium
- 2008 — Another World